# Cynorta unicruciata
Cynorta unicruciata is een hooiwagen uit de familie Cosmetidae.